# Webers modulära funktioner
Inom matematiken är Webers modulära funktioner en familj av tre modulära funktioner f, f1  och  f2, studerade av Heinrich Weber.

## Definition
Låt {\displaystyle q=e^{2\pi i\tau }} där τ är ett komplext tal i övre halvplanet. Då definieras Webers funktioner som 
{\displaystyle {\begin{aligned}{\mathfrak {f}}(\tau )&=q^{-1/48}\prod _{n>0}(1+q^{n-1/2})=e^{-2\pi i/48}{\frac {\eta {\big (}{\tfrac {1}{2}}(\tau +1){\big )}}{\eta (\tau )}}={\frac {\eta ^{2}(\tau )}{\eta {\big (}{\tfrac {1}{2}}\tau {\big )}\eta (2\tau )}}\\{\mathfrak {f}}_{1}(\tau )&=q^{-1/48}\prod _{n>0}(1-q^{n-1/2})={\frac {\eta {\big (}{\tfrac {1}{2}}\tau {\big )}}{\eta (\tau )}}\\{\mathfrak {f}}_{2}(\tau )&={\sqrt {2}}\,q^{1/24}\prod _{n>0}(1+q^{n})={\sqrt {2}}\,{\frac {\eta (2\tau )}{\eta (\tau )}}\end{aligned}}}
där η(τ) är Dedekinds etafunktion. Notera att direkt av definitionerna följer att 
{\displaystyle {\mathfrak {f}}(\tau ){\mathfrak {f}}_{1}(\tau ){\mathfrak {f}}_{2}(\tau )={\sqrt {2}}}
Transformationen τ → –1/τ fixerar f och utbyter f1 och f2.

## Relation till Jacobis thetafunktioner
Låt argumenten till Jacobis thetafunktioner vara  {\displaystyle q=e^{\pi i\tau }}. Då är
{\displaystyle {\begin{aligned}{\mathfrak {f}}(\tau )&={\sqrt {\frac {\theta _{3}(0,q)}{\eta (\tau )}}}\\{\mathfrak {f}}_{1}(\tau )&={\sqrt {\frac {\theta _{4}(0,q)}{\eta (\tau )}}}\\{\mathfrak {f}}_{2}(\tau )&={\sqrt {\frac {\theta _{2}(0,q)}{\eta (\tau )}}}\\\end{aligned}}}
Av detta följer
{\displaystyle {\mathfrak {f}}_{1}(\tau )^{8}+{\mathfrak {f}}_{2}(\tau )^{8}={\mathfrak {f}}(\tau )^{8}}
som är en enkel konsekvens av den välkända identiteten
{\displaystyle \theta _{2}(0,q)^{4}+\theta _{4}(0,q)^{4}=\theta _{3}(0,q)^{4}.}

## Relation tillj-invarianten
De tre rötterna av den kubiska ekvationen
{\displaystyle j(\tau )={\frac {(x+16)^{3}}{x}},}
där j(τ) är j-invarianten, ges av {\displaystyle x_{i}={\mathfrak {f}}(\tau )^{24},{\mathfrak {f}}_{1}(\tau )^{24}och{\mathfrak {f}}_{2}(\tau )^{24}}. Eftersom
{\displaystyle j(\tau )=32{\frac {{\Big (}\theta _{2}(0,q)^{8}+\theta _{3}(0,q)^{8}+\theta _{4}(0,q)^{8}{\Big )}^{3}}{{\Big (}\theta _{2}(0,q)\theta _{3}(0,q)\theta _{4}(0,q){\Big )}^{8}}}}
är också
{\displaystyle j(\tau )=\left({\frac {{\mathfrak {f}}(\tau )^{16}+{\mathfrak {f}}_{1}(\tau )^{16}+{\mathfrak {f}}_{2}(\tau )^{16}}{2}}\right)^{3}}